# Dale County
Dale County är ett county i den amerikanska delstaten Alabama. 2012 uppskattades countyt ha 50 444 invånare. Den administrativa huvudorten (county seat) är Ozark.

## Geografi
2013 hade countyt en total area på 1 457,39 km². 1 453,37 km² av arean var land och 4,02 km² var vatten.
Större delen av Fort Rucker är beläget i countyt.

### Angränsande countyn
- Barbour County, Alabama - nord
- Henry County, Alabama - öst
- Houston County, Alabama - sydöst
- Geneva County, Alabama - sydväst
- Coffee County, Alabama - väst
- Pike County, Alabama - nordväst

### Orter
- Ariton
- Clayhatchee
- Daleville
- Dothan (delvis i Henry County, delvis i Houston County)
- Enterprise (delvis i Coffee County)
- Grimes
- Level Plains
- Midland City
- Napier Field
- Newton
- Ozark (huvudort)
- Pinckard